# Jože Fistrovič
Jože Fistrovič, slovenski prevajalec, * 18. februar 1935, Stročja vas, † 2. februar 2012, Ljubljana.
Diplomiral je 1964 iz primerjalne književnosti in literarne teorije na Filozofski fakulteti v Ljubljani. V letih 1970-1980 je bil prevajalec in redaktor pri časopisu Delo, po 1980 pa urednik pri Pomurski založbi v Murski Soboti. Prevajal je največ iz angleščine. Leta 1977 je prejel Sovretovo nagrado.